# Römershofen
Römershofen ist ein Gemeindeteil der Stadt Königsberg in Bayern im unterfränkischen Landkreis Haßberge.

## Geographie
Das Kirchdorf Römershofen liegt westsüdwestlich des Stadtzentrums; die Straßenentfernung sind über vier Kilometer. Durch das Dorf verläuft die Staatsstraße 2275. 

## Geschichte

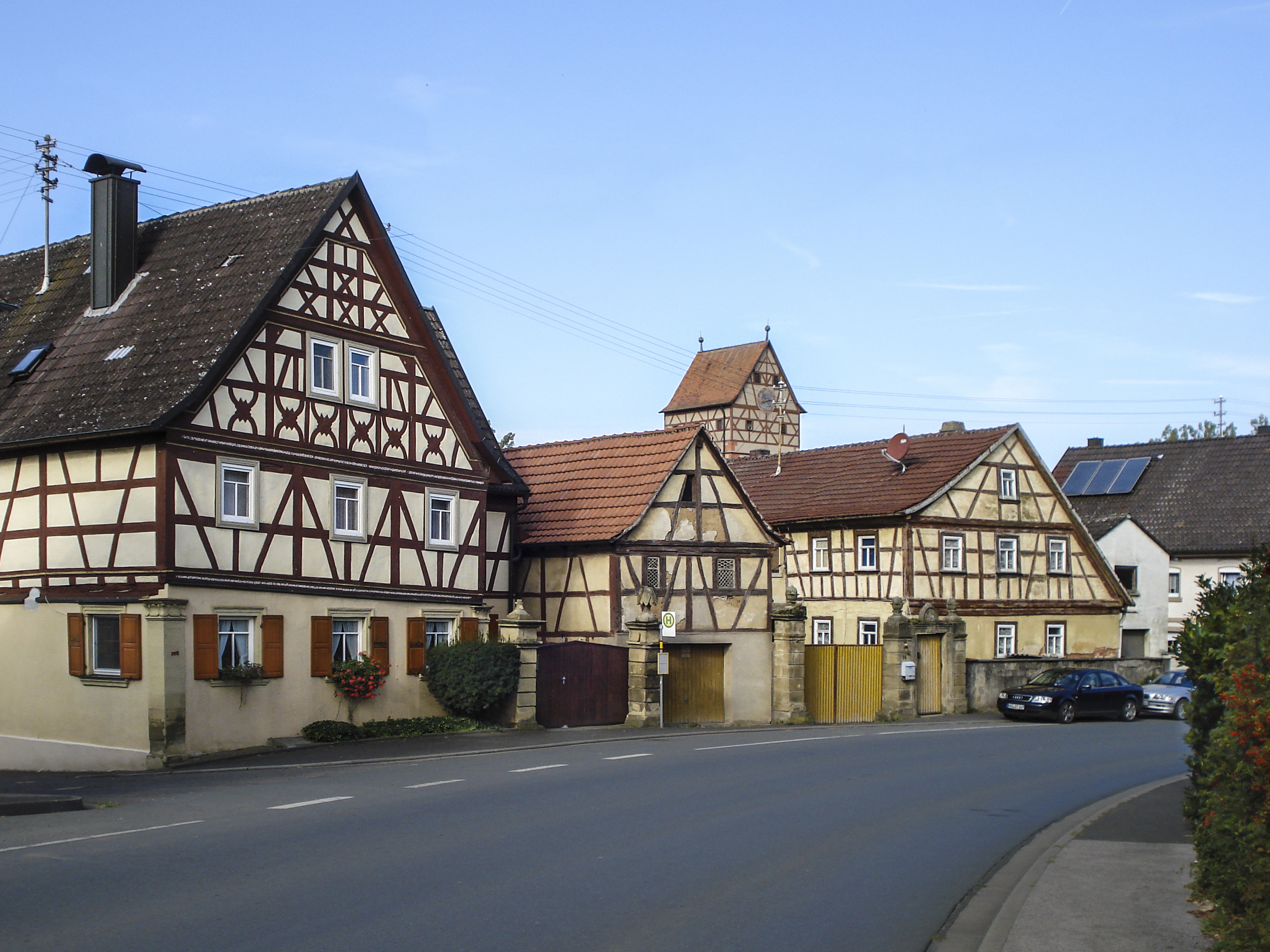
Römershofen Ortsansicht

Die Lokalität „bei den Höfen des Reimer“ wurde im Laufe der Zeit Römershofen genannt, es besteht deshalb keinerlei Bezug zu den Römern. Die erste Erwähnung befindet sich 1303 bzw. 1313 im Lehensbuch des Würzburger Bischofs.
Gemäß einem Staatsvertrag zwischen dem Großherzogtum Würzburg und dem Herzogtum Sachsen-Hildburghausen wurde 1807 Römershofen, das zuvor zum sächsischen Amt Königsberg gehörte, an Würzburg abgetreten.
Am 1. Juli 1972 wurde die Gemeinde Römershofen im Zuge der Gebietsreform in Bayern in die Stadt Königsberg in Bayern eingegliedert.

## Politik
Entsprechend der kommunalen Zugehörigkeit hat der Ort die Postleitzahl von Königsberg in Bayern (97486), ist aber an das Telefon-Ortsnetz von Haßfurt (Vorwahl 09521) angeschlossen. 
Seit dem 1. Mai 2014 hat Georg Henneberger das Amt des Ortssprechers inne. Seine Vorgänger waren vom 1. September 2008 bis 30. April 2014 Winfried Hauck Ortssprecher beziehungsweise Erich Ehrhardt von der Freien Wählergemeinschaft Königsberg (bis April 2008). 
In Römershofen gibt es erst seit 1. September 2005 Straßennamen. Bis dahin wurden die Anwesen von Römershofen 1 bis Römershofen 88 durchgezählt.

## Persönlichkeiten
Römershofen ist der Geburtsort des Geistlichen und Schriftstellers Johann Martin Hehn (1743–1793).

## Religion
Etwa 180 Einwohner sind evangelisch, 69 katholisch.

## Vereine
- Anglerverein
- TV Römershofen
- Feuerwehrverein

## Wichtige Gebäude
- Feuerwehrhaus
- Sportheim

Beide werden für Versammlungen, Feste und Feiern genutzt.
- Backhaus
- Bis vor wenigen Jahren gab es als einzige überörtliche Einrichtung im Dorf eine Sprachheilschule.
- Evangelische Margaretenkirche mit spätgotischem Chorturm und Fachwerk-Obergeschoss aus dem Jahr 1492

Zu den Sehenswürdigkeiten des Ortes zählen ein Langhaus aus dem Jahr 1703 sowie zahlreiche Häuser aus dem 18. Jahrhundert.
In die Liste der Baudenkmäler in Römershofen sind insgesamt sieben Objekte eingetragen.